# Miracolo della Croce a Rialto
Il Miracolo della Croce a Rialto (o Guarigione dell'ossesso) è un telero (tempera su tela, 365x389 cm) di Vittore Carpaccio, databile al 1494 e conservato nelle Gallerie dell'Accademia di Venezia. Si tratta forse del primo episodio dipinto per la Scuola Grande di San Giovanni Evangelista. 

## Storia

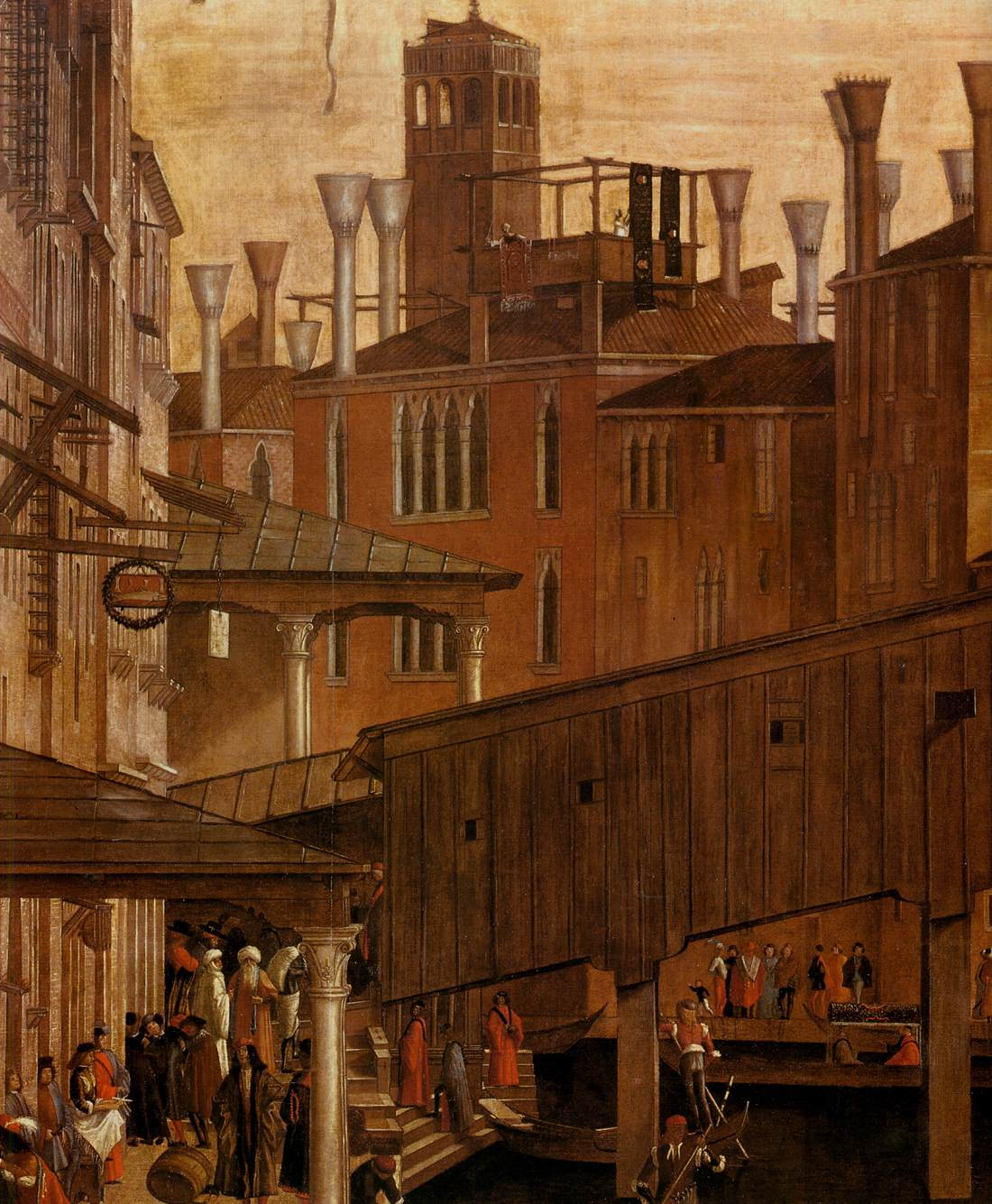
Dettaglio

Nella sala grande della confraternita, una delle più frequentate e prospere di Venezia, era stato deciso di collocare nove grandi tele alla cui realizzazione vennero chiamati alcuni dei più grandi pittori dell'epoca tra cui, oltre a Carpaccio, Gentile Bellini, Pietro Perugino, Giovanni Mansueti, Lazzaro Bastiani e Benedetto Diana. Il tema era quello dei miracoli di un frammento della Vera Croce, che era stato regalato alla confraternita nel 1369 da Philippe de Mézières, cancelliere dei regni di Cipro e di Gerusalemme, diventando subito simbolo della Scuola ed oggetto di una straordinaria venerazione. 
Le tele, che furono eseguite tra il 1496 e il 1501, sono tutte sopravvissute tranne quella di Perugino, e contengono la rappresentazione di vari episodi ambientati in alcuni dei più famosi luoghi di Venezia; si trovano tutte oggi alle Gallerie dell'Accademia.

## Descrizione e stile

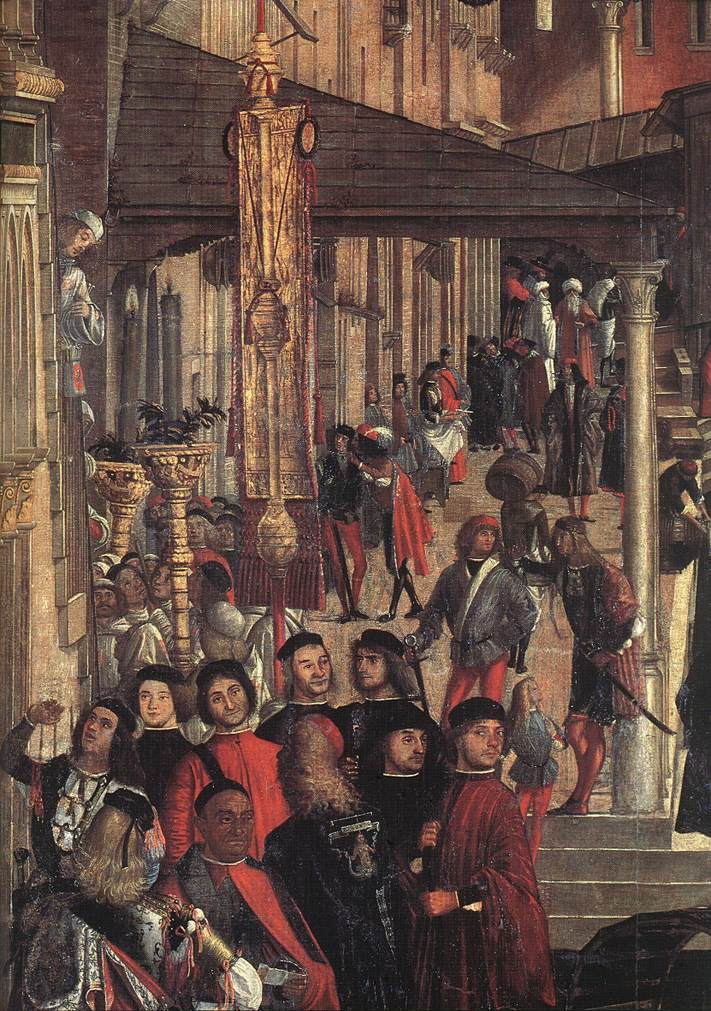
Dettaglio

La scena mostra il miracolo della guarigione di un ossesso per mezzo della reliquia della Croce imposta dal Patriarca di Grado Francesco Querini, avvenuta nel Palazzo a San Silvestro sul Canal Grande vicino a Rialto. La scena è composta con un taglio asimmetrico, con le figure in primo piano a sinistra e subito dietro le facciate dei palazzi in scorcio, che seguono il corso del canale, irte di comignoli che si stagliano contro il cielo.
L'evento miracoloso si trova relegato nell'ariosa loggia in alto a sinistra, mentre gran parte della tela è messo a disposizione della veduta urbana brulicante di vita. Dal gruppo di personaggi sotto la loggia in primo piano parte una linea obliqua che segue l'attuale Rive del Vin fino al Ponte di Rialto. Su questa via si allineano una serie di passanti, che sembrano integrarsi con il drappello finale della processione religiosa che segue la reliquia, nel quale si riconoscono vari confratelli reggenti ceri e uno stendardo. Si vede la loggia lignea frequentata dagli avventori del Mercato di Rialto. Appesa, poco a sinistra dello stendardo, si vede l'insegna dell'albergo dello Storione.
Il ponte, come è noto, era anticamente ligneo e la tela mostra l'aspetto che aveva prima del crollo dell'agosto 1524. Accoglieva, come la versione in pietra odierna (ricostruita nel 1591), una doppia fila di botteghe lungo i lati, e sulla sommità aveva una passerella alzabile per lasciar passare i vascelli più alti, che attraversavano il Canal Grande carichi di merci destinate ai numerosi fondachi e magazzini della zona.
A destra si vede la forma quattrocentesca del Fondaco dei Tedeschi, distrutto da un incendio nel gennaio 1505 e ricostruito già nel 1508. Si riconoscono inoltre il campanile di San Giovanni Crisostomo, il porticato a filo d'acqua della Ca' da Mosto, il campanile dei Santi Apostoli prima del rifacimento del 1672.
Altrettanto puntuale come la resa topografica è la descrizione delle attività umane che vi si svolgono. Le gondole private, adibite a traghetto, solcano il Canal Grande, mentre numerosi stranieri, in vesti orientali, passeggiano per la zona. Tra i notabili in primo piano si riconoscono quelli vestiti con i simboli delle Compagnie della Calza, che conversano sotto la loggia. Dappertutto fervono le occupazioni quotidiane: dalle donne, che battono i tappeti e mettono la biancheria ad asciugare, ai bottai che sciacquano i recipienti per il vino, fino ai muratori che stanno rinnovando le tegole sui tetti. 

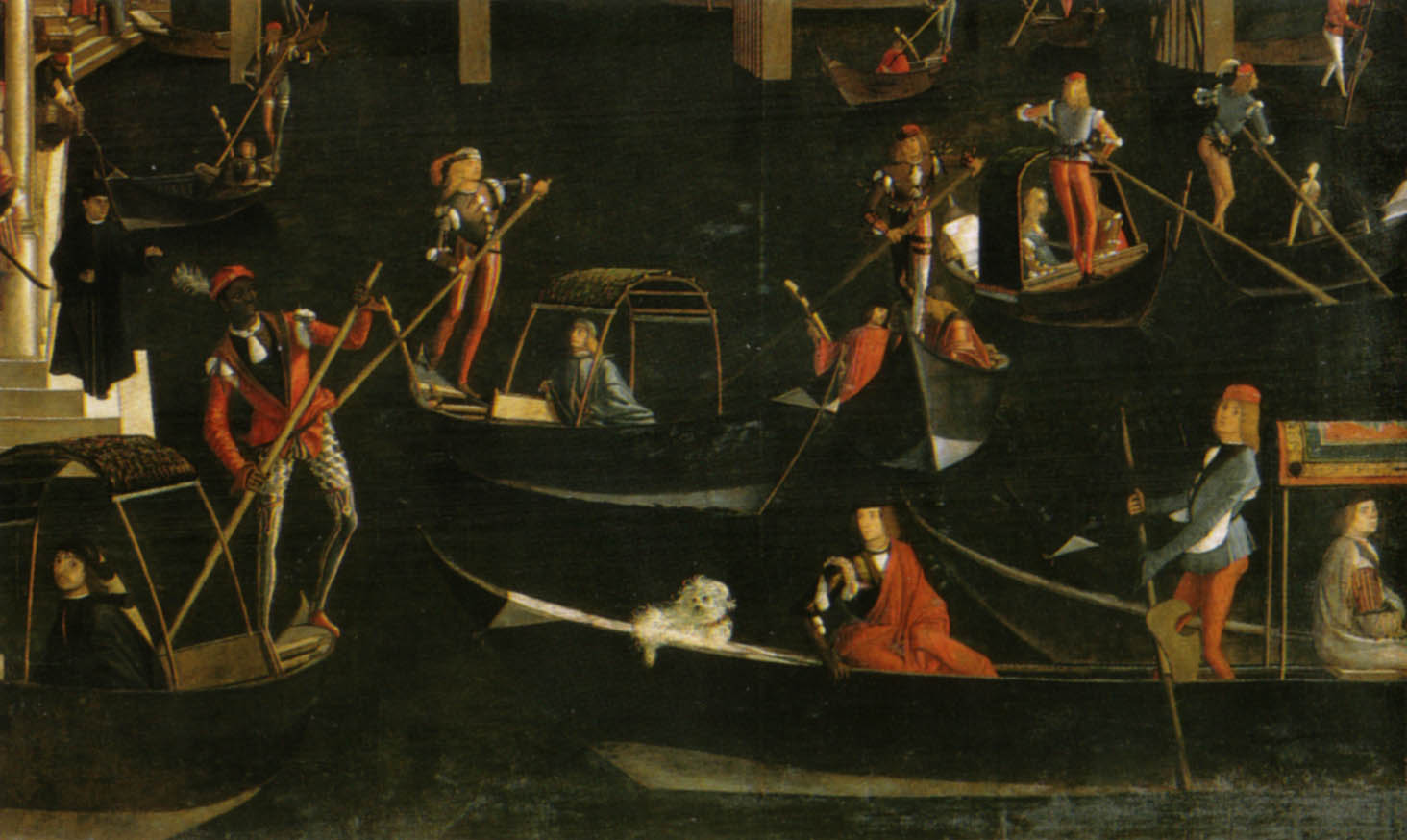
Dettaglio

La luce vibra liberamente su tutti i dettagli, generando quella particolare atmosfera in cui sembra che l'aria circoli liberamente. Straordinaria è la capacità di mantenere un'unità ambientale integra riuscendo al tempo stesso a concentrarsi nei più minuti particolari: si tratta della migliore verità ottica veneziana, che non avrà rivali fino ai tempi del Canaletto. Ciò si evince soprattutto confrontando l'opera con altre della serie della Vera Croce, come la Processione in piazza San Marco di Gentile Bellini: in quest'ultima la fedeltà della veduta è cristallizzata in colori smaltati di gusto arcaico, privi di quel connettivo luminoso che rende la scena come priva d'aria.